# Trachymene rotundifolia
Trachymene rotundifolia är en flockblommig växtart som först beskrevs av George Bentham, och fick sitt nu gällande namn av Maconochie. Trachymene rotundifolia ingår i släktet Trachymene och familjen flockblommiga växter. Inga underarter finns listade i Catalogue of Life.